# 2016年—2017年甘比亞憲政危機
2016年－2017年冈比亚憲政危機始於2016年12月1日總統選舉，該次選舉由阿達馬·巴羅勝出，長期執政的時任總統叶海亚·贾梅起初接受自己敗選的選舉結果，但8日後贾梅拒絕接受選舉結果。冈比亚軍隊隨後集結於班竹及萨拉昆达。國內及國際上對贾梅的決定表示不滿，西非国家经济共同体則派遣代表團試圖說服贾梅接受選舉結果。

## 国际干预
西非国家经济共同体表示將會承認巴羅為岡比亞新一屆總統，並在塞内加尔與冈比亚的边界上集結軍隊為介入作準備。2017年1月18日，冈比亚军方首脑巴德杰表示如果其它国家的军队越过边界，他的部队不準備抵抗。巴罗于19日在位于塞内加尔首都达喀尔的冈比亚大使馆宣誓就职，西非国家联合军队同日自两国边境进入冈比亚。贾梅向西非国家经济共同体提出条件，要求赦免其在任职总统时犯下的罪行，并允许其留在冈比亚境内，但遭到该组织拒绝。巴德杰于20日宣誓效忠新总统巴罗。贾梅于21日清晨发表声明同意下台，随后搭機离开甘比亞，輾轉逃亡到赤道几内亚。